# Pays-Bas aux Jeux olympiques d'été de 1976
Les Pays-Bas participent aux Jeux olympiques d'été de 1976 à Montréal au Canada. 108 athlètes néerlandais, 72 hommes et 36 femmes, ont participé à 58 compétitions dans 11 sports. Ils y ont obtenu cinq médailles : deux d'argent et trois de bronze.

## Médailles
| Médaille | Discipline | Épreuve                 | Athlète         | Performance | Date |
| -------- | ---------- | ----------------------- | --------------- | ----------- | ---- |
| Argent   | Cyclisme   | Poursuite individuelle  | Herman Ponsteen |             |      |
| Argent   | Tir        | Skeet                   | Eric Swinkels   |             |      |
| Bronze   | Natation   | 100 m nage libre femmes | Enith Brigitha  |             |      |
| Bronze   | Natation   | 200 m nage libre femmes | Enith Brigitha  |             |      |
| Bronze   | Water-polo |                         |                 |             |      |